# Snowboard nos Jogos Olímpicos de Inverno da Juventude de 2016
As competições do snowboard nos Jogos Olímpicos de Inverno da Juventude de 2016 foram disputadas no Oslo Vinterpark, em Oslo, para as competições do halfpipe, e as demais provas no Hafjell Freepark, na comuna de Øyer, na Noruega, entre os dias 14 e 20 de fevereiro. A prova do snowboard cross, tanto no masculino quanto no feminino, foi incluída no programa da modalidade, além de um evento por equipes mistas, integrando os competidores do esqui estilo livre.

## Calendário
| Fevereiro | 12 | 13 | 14 | 15 | 16 | 17 | 18 | 19 | 20 | 21 |
| --------- | -- | -- | -- | -- | -- | -- | -- | -- | -- | -- |
| Snowboard |    |    | 2  | 2  | 1  |    |    | 1  | 1  |    |

|  | Dia de final |

## Qualificação
Todas as vagas foram distribuídas usando os resultados no Campeonato Mundial Júnior de 2015. Cada país pode ter um atleta por evento. O total de vagas foi de 80 atletas (32 no snowboard cross, 24 no esqui slopestyle e 24 no halfpipe).
Halfpipe
| Evento    | Total | Masculino | Feminino |
| --------- | ----- | --- | --- |
| País-sede | 1     | NOR Noruega | NOR Noruega |
| Rankings  | 11    | AUT Áustria BEL Bélgica CHN China CZE Chéquia FIN Finlândia GER Alemanha NZL Nova Zelândia SLO Eslovênia KOR Coreia do Sul SUI Suíça USA Estados Unidos | AUS Austrália CAN Canadá CHN China FIN Finlândia FRA França JPN Japão SLO Eslovênia KOR Coreia do Sul SUI Suíça USA Estados Unidos A definir |
| TOTAL     |       | 12 | 12 |

Slopestyle
| Evento    | Total | Masculino | Feminino |
| --------- | ----- | --- | --- |
| País-sede | 1     | NOR Noruega | NOR Noruega |
| Rankings  | 11    | AUT Áustria CRO Croácia FIN Finlândia FRA França JPN Japão NED Países Baixos NZL Nova Zelândia RUS Rússia KOR Coreia do Sul SUI Suíça USA Estados Unidos | BLR Bielorrússia BEL Bélgica CAN Canadá CHI Chile FIN Finlândia FRA França JPN Japão SLO Eslovênia ESP Espanha SUI Suíça USA Estados Unidos |
| TOTAL     |       | 12 | 12 |

Snowboard cross
| Evento    | Total | Masculino | Feminino |
| --------- | ----- | --- | --- |
| País-sede | 1/0   | NOR Noruega | NOR Noruega |
| Rankings  | 15/16 | ARG Argentina AUS Austrália AUT Áustria BUL Bulgária CAN Canadá CZE Chéquia FRA França GER Alemanha HUN Hungria JPN Japão KAZ Cazaquistão LTU Lituânia RUS Rússia SUI Suíça TUR Turquia USA Estados Unidos | ARG Argentina AUS Austrália AUT Áustria CAN Canadá CHI Chile CZE Chéquia FRA França GER Alemanha HUN Hungria ITA Itália POL Polônia RUS Rússia ESP Espanha SUI Suíça TUR Turquia UKR Ucrânia USA Estados Unidos |
| TOTAL     |       | 16 | 16 |

### Sumário
A distribuição das vagas está abaixo.
| CON                | Masculino | Masculino  | Masculino       | Feminino | Feminino   | Feminino        | Total |
| CON                | Halfpipe  | Slopestyle | Snowboard cross | Halfpipe | Slopestyle | Snowboard cross | Total |
| ------------------ | --------- | ---------- | --------------- | -------- | ---------- | --------------- | ----- |
| ARG Argentina      |           |            | 1               |          |            | 1               | 2     |
| GER Alemanha       | 1         |            | 1               |          |            | 1               | 3     |
| AUS Austrália      |           |            | 1               |          |            | 1               | 2     |
| AUT Áustria        | 1         | 1          | 1               |          |            | 1               | 4     |
| BEL Bélgica        | 1         |            |                 |          | 1          |                 | 1     |
| BLR Bielorrússia   |           |            |                 |          | 1          |                 | 1     |
| BUL Bulgária       |           |            | 1               |          |            |                 | 1     |
| CAN Canadá         |           |            | 1               | 1        | 1          | 1               | 4     |
| KAZ Cazaquistão    |           |            | 1               |          |            |                 | 1     |
| CHI Chile          |           |            |                 |          | 1          | 1               | 2     |
| CHN China          | 1         |            |                 | 1        |            |                 | 2     |
| KOR Coreia do Sul  | 1         | 1          |                 | 1        |            |                 | 3     |
| CRO Croácia        |           | 1          |                 |          |            |                 | 1     |
| SLO Eslovênia      | 1         |            |                 | 1        | 1          |                 | 3     |
| ESP Espanha        |           |            |                 |          | 1          | 1               | 2     |
| USA Estados Unidos | 1         | 1          |                 | 1        | 1          | 1               | 5     |
| FIN Finlândia      | 1         | 1          |                 | 1        | 1          |                 | 4     |
| FRA França         |           | 1          | 1               | 1        | 1          | 1               | 5     |
| HUN Hungria        |           |            | 1               |          |            | 1               | 2     |
| ITA Itália         |           |            |                 |          |            | 1               | 1     |
| JPN Japão          |           | 1          | 1               | 1        | 1          |                 | 4     |
| LTU Lituânia       |           |            | 1               |          |            |                 | 1     |
| NOR Noruega        | 1         | 1          | 1               | 1        | 1          |                 | 5     |
| NZL Nova Zelândia  | 1         | 1          |                 |          |            |                 | 2     |
| NED Países Baixos  |           | 1          |                 |          |            |                 | 1     |
| POL Polônia        |           |            |                 |          |            | 1               | 1     |
| CZE Chéquia        | 1         |            | 1               |          |            | 1               | 3     |
| RUS Rússia         |           | 1          | 1               |          |            | 1               | 3     |
| SUI Suíça          | 1         | 1          | 1               | 1        | 1          | 1               | 6     |
| TUR Turquia        |           |            | 1               |          |            | 1               | 2     |
| UKR Ucrânia        |           |            |                 |          |            | 1               | 1     |
| Total: 32 CONs     | 12        | 12         | 16              | 11       | 12         | 16              | 80    |

## Medalhistas
Masculino
| Evento                   | Ouro                           | Prata                            | Bronze                               |
| ------------------------ | ------------------------------ | -------------------------------- | ------------------------------------ |
| Halfpipe detalhes        | Jake Pates USA Estados Unidos  | Nikolas Baden USA Estados Unidos | Tit Stante SLO Eslovênia             |
| Slopestyle detalhes      | Jake Pates USA Estados Unidos  | Vlad Khadarin RUS Rússia         | Rene Rinnekangas FIN Finlândia       |
| Snowboard cross detalhes | Jake Vedder USA Estados Unidos | Alex Dickson AUS Austrália       | Sebastian Pietrzykowski GER Alemanha |

Feminino
| Evento                   | Ouro                         | Prata                         | Bronze                         |
| ------------------------ | ---------------------------- | ----------------------------- | ------------------------------ |
| Halfpipe detalhes        | Chloe Kim USA Estados Unidos | Emily Arthur AUS Austrália    | Jeong Yu-Rim KOR Coreia do Sul |
| Slopestyle detalhes      | Chloe Kim USA Estados Unidos | Elli Pikkujamsa FIN Finlândia | Henna Ikola FIN Finlândia      |
| Snowboard cross detalhes | Manon Petit FRA França       | Sophie Hediger SUI Suíça      | Caterina Carpano ITA Itália    |

Misto
| Evento                                      | Ouro                                                                        | Prata                                                                    | Bronze |
| ------------------------------------------- | --------------------------------------------------------------------------- | ------------------------------------------------------------------------ | --- |
| Ski-snowboard cross por equipes(1) detalhes | Jana Fischer Celia Funkler Sebastian Pietrzykowski Cornel Renn GER Alemanha | Sophie Hediger Talina Gantenbein Pascal Bitschnau Sascha Rüedi SUI Suíça | Daryna Kyrychenko (UKR) Veronica Edebo (SWE) Valentin Miladinov (BUL) David Mobärg (SWE) MIX Equipes de CONs mistos |

Nota 1:  Incluíndo atletas do esqui estilo livre.

## Quadro de medalhas
| Ordem | País                       | Medalha de ouro | Medalha de prata | Medalha de bronze |    |
| ----- | -------------------------- | --------------- | ---------------- | ----------------- | -- |
| 1     | USA Estados Unidos         | 5               | 1                |                   | 6  |
| 2     | GER Alemanha               | 1               |                  | 1                 | 2  |
| 3     | FRA França                 | 1               |                  |                   | 1  |
| 4     | AUS Austrália              |                 | 2                |                   | 2  |
|       | SUI Suíça                  |                 | 2                |                   | 2  |
| 6     | FIN Finlândia              |                 | 1                | 2                 | 3  |
| 7     | RUS Rússia                 |                 | 1                |                   | 1  |
| 8     | ITA Itália                 |                 |                  | 1                 | 1  |
|       | KOR Coreia do Sul          |                 |                  | 1                 | 1  |
|       | SLO Eslovênia              |                 |                  | 1                 | 1  |
| –     | MIX Equipes de CONs mistos |                 |                  | 1                 | 1  |
| TOTAL | TOTAL                      | 7               | 7                | 7                 | 21 |